# Anthyllis vulneraria subsp. sampaioana
Anthyllis vulneraria subsp. sampaioana é uma subespécie de planta com flor pertencente à família Fabaceae. 
A autoridade científica da subespécie é (Rothm.) Vasc., tendo sido publicada em Ervas Forrag. 117 (1962).

## Portugal
Trata-se de uma subespécie presente no território português, nomeadamente em Portugal Continental.
Em termos de naturalidade é endémica da região atrás referida.

## Protecção
Não se encontra protegida por legislação portuguesa ou da Comunidade Europeia.